# NGC 3261
NGC 3261 је спирална галаксија у сазвежђу Једра која се налази на NGC листи објеката дубоког неба.
Деклинација објекта је - 44° 39' 27" а ректасцензија 10h 29m 1,4s. Привидна величина (магнитуда) објекта NGC 3261 износи 11,2 а фотографска магнитуда 12,0. Налази се на удаљености од 33,4000 милиона парсека од Сунца. NGC 3261 је још познат и под ознакама ESO 263-40, MCG -7-22-15, AM 1026-442, IRAS 10268-4423, PGC 30868.